# Bola Johnson
Bola Johnson (* 6. Juli 1947 in Obon; † 6. April 2014 in Ikorodu, Lagos) war ein nigerianischer Highlife-Musiker (Trompete, Gesang), Songwriter, Bandleader, Entertainer und Kolumnist.
Johnson spielte zu Beginn seiner Karriere Maracas in Eric Akaezes Hausband des Easy Life Hotels in Mokola, Ibadan, bevor er seine eigene Band gründete, die Easy Life Top Beats, mit der er eine Reihe von Singles aufnahm (u. a. Nwosu's Special für
Philips-West African-Records) und auf Tourneen ging. In Lagos wurde er in den 1960er-Jahren durch seine Songs Asawo Ajegunle – Ajegunle Prostitute, Baby One Pound Ten und Pata Gbigbona – Hot Pant bekannt. Von 1970 bis 1990 war er Kolumnist der Wakabout Stories, die im Lagos Weekend Newspaper erschienen; zuletzt arbeitete er als Highlife-DJ bei der Radiostation Bond FM Radio Lagos. 2010 erschien Johnsons Musik auf der Kompilation Man No Die.